# Переживший человечество
«Переживший человечество» (англ. Till A’ the Seas) — рассказ Говарда Лавкрафта, написанный в соавторстве с Робертом Хейвордом Барлоу в 1935 году в нехарактерном для писателя жанре постапокалипсиса. Написан в январе 1935 года и опубликован летом 1935 года в журнале «The Californian».

## Сюжет
История состоит из двух частей. Первая описывает события в далеком будущем, когда увеличивающееся в размерах Солнце постепенно повысило температуру на Земле. Реки пересохли и все превратилось в пустыню, — это полностью изменило облик мира. Пустынные земли называли Даф (англ. Dath), где остался единственный город Юанарио (англ. Yuanario). Сначала организмы людей постепенно приспосабливались к постоянно высокой температуре, но со временем на экваторе стало так жарко, люди вынуждены были покинуть его, устремившись к полюсам. Были попытки противостоять жаре — строились гигантские купола над городами, защищающие от высокой температуры, но со временем люди осознали, что сопротивляться бессмысленно. Рост популяций стремительно падал, пока не остались последние города: Ньяра (англ. Niyara), Южный Ярат (англ. Southern Yarat), Перат (англ. Perath), Бейлин (англ. Baling), Лотон (англ. Loton) и Борлиго (англ. Borligo). В условиях умирающей планеты последние оставшиеся в живых люди деградировали, становясь все более и более варварскими.
Вторая часть начинается в маленькой деревне в пустыне, где остался только один человек: молодой парень Ул — главный герой. В его деревню приходит очень старая женщина Младна. Когда-то в их общине были и другие люди, но мужчины ушли за водой и не вернулись. Младна — единственная компания для мужчины. Вскоре старуха теряет способность разжевывать пищу и умирает. Ул остается один. Один на всей Земле. Ул отправляется в путешествие в поисках других людей, который описаны в старых легендах. Через несколько дней, крайне уставший и жаждущий воды, он находит небольшое поселение. Ул осматривает дома и не находит ничего, кроме высохшего старого скелета. Подавленный, он начинает искать хоть какую-то воду и находит колодец с небольшим количеством воды в нем. Пытаясь добраться до веревки, чтобы вытащить ведро, он нечаянно срывается и падает вниз, а ударившись о камень, умирает в жалкой луже воды. После смерти последнего человека на Земле все человечество полностью исчезло. Фарс под названием «эволюция» стоит перед естественным выводом.

## Персонажи
- Ул (англ. Ull) — молодой парень, который путешествует по иссохшей поверхности. Матери своей Ул не помнил, да и вообще, в их крошечном племени было всего три женщины.
- Младна (англ. Mladdna) — женщина была страшна, как смертный грех; кожа ее была морщиниста и суха, словно прошлогодние листья. Ее лицо имело цвет жухлой травы, что шелестела под порывами знойного ветра. И, наконец, она была чудовищно стара.

## Вдохновение
Произведение представляет собой мрачный взгляд на упадок человеческой цивилизации и исследует смешанные ощущения отчаяния и неповиновения в умирающем обществе. В этом произведении Лавкрафт описывает города в пост-апокалиптическом будущем Земли, которые более не упоминаются в других местах «Страны Лавкрафта». Рассказ «Переживший человечество» написан в соавторстве с Робертом Хейвордом Барлоу (которому тогда было всего 17 лет), чей литературный стиль заметно отличается при описании увядающей цивилизации. Одним из источников вдохновения является рассказ «Ньярлатхотеп», в котором Лавкрафт описывает разрушение городов Новой Англии.